# Rochefortia grippi
Rochefortia grippi är en musselart som beskrevs av Dall 1912. Rochefortia grippi ingår i släktet Rochefortia och familjen Lasaeidae. Inga underarter finns listade i Catalogue of Life.